# Thecostraca
Thecostraca är en underklass i klassen Maxillopoda bland kräftdjuren. Gruppen innehåller 1605 beskrivna arter. Många arter har larver som lever som plankton och sedan blir antingen fastsittande eller parasitiska.

## Systematik
Inom klassen Maxillopoda är underklassen Thecostraca systergrupp till hoppkräftorna (Copepoda), karplössen (Branchiura), tungmaskarna (Pentastomida) samt de två små grupperna Mystacocarida och Tantulocarida.
Thecostraca indelas i 3 infraklasser:
- Cirripedia, rankfotingar, som är den största och viktigaste gruppen (ca 1480 arter) med havstulpaner, långhalsar, rotfotingar m.fl.

- Ascothoracida, en liten grupp med ca 100 parasitiska arter.

- Facetotecta, en liten grupp med 11 beskrivna arter, som alla hör till släktet Hansenocaris och som endast är kända som larver. Larverna har nauplius- och cyprisstadier, vilket visar att de hör till Thecostraca. De vuxna djuren är troligen endoparasiter på andra djur.[4][5]